# دهستان چورزق
چورزق، دهستانی است از توابع بخش چورزق شهرستان طارم در استان زنجان ایران.

## جمعیت
براساس سرشماری سال ۱۳۸۵ جمعیت آن ۹٬۶۱۶ نفر (۲٬۲۸۳ خانوار) بوده‌است.